# Cradle to Cradle
Cradle to Cradle: Remaking the Way We Make Things is een boek uit 2002 over duurzaam ontwerpen van William McDonough en Michael Braungart. Duurzame ontwikkeling is in 1987 in het Brundtland-rapport gedefinieerd als de ontwikkeling waarbij de huidige generatie in haar noden voorziet, zonder de mogelijkheden daartoe voor de volgende generatie te beperken. Het streven van Cradle to Cradle (C2C) gaat verder; het voorzien in onze eigen noden en de toekomstige generaties van meer mogelijkheden voorzien.

## Inhoud vanCradle to Cradle
De huidige methoden voor duurzame productontwikkeling richten zich op het beperken van de schadelijkheid van het product. Het product wordt hier gezien als de keten van ontstaan (winning van grondstoffen, productie), gebruik (energieverbruik en verbruik van hulpstoffen zoals waspoeder en benzine) en afdanking (hergebruik en stort). Het "minder slecht maken" van het product bestaat uit het kiezen van schonere grondstoffen, het zuiniger maken van het product in gebruik, en het optimaliseren voor recycling. Dit kan, ondanks wat de term recycling doet vermoeden, gezien worden als ontwerpen van wieg tot graf.
De centrale gedachte van de filosofie achter cradle to cradle (wieg tot wieg), is dat alle gebruikte materialen na hun leven in het ene product, nuttig kunnen worden ingezet in een ander product. Het eerste verschil met conventioneel hergebruik is dat er geen kwaliteitsverlies is, en geen restproducten die alsnog gestort worden. Deze kringloop wordt bedoeld met het motto: waste equals food.

### Waste equals food(Afval is voedsel)
In het boek wordt de kersenboom als metafoor gebruikt om de ideale hergebruikcyclus te beschrijven. Het doel van de kersenboom is te voorzien in zijn eigen onderhoud en voedingsstoffen en het maken van nakomelingen. De mens doet dit sinds de industrialisatie door bedreigingen vanuit de natuur te verdringen, de grond en fauna uit te putten voor consumptie en het produceren van schadelijke bijproducten. De kersenboom biedt daarentegen habitat en voeding voor insecten en vogels, voedt de grond en zuivert de lucht. Om in onze behoeften te voorzien hebben we technische grondstoffen nodig zoals metalen, verdunners en andere stoffen die inherent niet in zo'n biologische cyclus terecht mogen komen. Enerzijds omdat het de biologische processen beschadigt, anderzijds omdat biologisch materiaal de kwaliteit van de technische grondstof vermindert. Om "waste equals food" te laten werken, moeten biologische en technische voedingsstoffen te scheiden zijn, en elk in een eigen cyclus worden herverwerkt.

### Upcycling/downcycling
Downcycling is de term die in het boek gebruikt wordt voor de meeste voorbeelden van recycling. Bij downcycling van een product verliest het product zijn oorspronkelijke waarde. Hierdoor gaat met andere woorden een stuk waarde van het product verloren. Het product komt terug als een minder product dan het oorspronkelijk was. Dit in tegenstelling tot waar Braungart en McDonough toe proberen te komen, zij proberen namelijk dingen te verbeteren door middel van recycling, of zoals zij dat noemen: upcycling. De dingen moeten op zijn minst hun oorspronkelijke waarde terug krijgen.
Een krant is bijvoorbeeld hergebruikt papier, maar er kan niet worden gesproken van een cyclus waar het papier nog eens doorheen gaat. De krant is van grijzig papier dat snel slijt. Het grijzige is inkt die eerder op wit papier zat. Het witte papier is gebleekt met chloor en de inkt is gekleurd met zware metalen. Door het slijten van het krantenpapier komen deeltjes met chloor en zware metalen in de lucht. Na als krant te zijn verwerkt is het papier te vuil en giftig om nog eens als papier dienst te doen. Het is beter voor het milieu om het te storten en een nieuwe boom te vellen.
Een ander voorbeeld is het reflectorpaaltje langs de weg, afwisselend gemaakt van oude petflessen of autobanden. De materialen waren op weg naar de stort, maar krijgen een tweede leven. Klinkt goed, maar in dat leven sijpelen zwavel en andere schadelijke stoffen de bodem in. Door de snelle degradatie van het laagwaardige materiaal onder uv-licht wordt het paaltje bros en vaal. Na enige tijd moet het paaltje worden vervangen en alsnog gestort. Het resultaat is dus niet de terugwinning van nuttig materiaal, maar de verspreiding van gifstoffen en het onbruikbaar maken van hoogwaardig materiaal. Een paaltje van hoogwaardige, hernieuwbare grondstoffen bestaat. Het lekt geen gif, maar voedt de grond. Na gebruik hoeft het niet te worden opgehaald, het kan als voedsel worden ontleed door de berm. Dit paaltje is van hout.

## William McDonoughs website
Op de website van een van de auteurs, William McDonough, worden in aanvulling op het boek meer voorbeelden van de geslaagde toepassing van C2C-design gegeven. Enkele opvallende cases van geslaagde toepassingen van C2C-design:
- Het originele Engelstalige boek Cradle to Cradle is niet van papier, maar van een recyclebare kunststof die na een eenvoudig proces opnieuw als glossy, helderwit papier kan worden gebruikt. In warm water lost de inkt op, zodat er schoon kunststof achterblijft. Ook de inkt kan opnieuw als inkt dienstdoen.
- De River Rouge-autofabriek van Ford moest verlaten worden omdat de grond te ernstig vervuild was. Op deze plek hebben Braungart en McDonough een nieuwe fabriek neergezet die de grond en de rivier zuivert, habitat voor vogels creëert en toch auto's maakt.
- Een auto die daar gemaakt zou kunnen worden is de Ford Model U. Alle materialen in deze auto zijn biologisch afbreekbaar of zonder kwaliteitsverlies herbruikbaar in technische producten. De banden trekken schadelijke deeltjes aan op de weg, en geven bij slijtage voeding af voor de berm. Uit de uitlaat komt schoon water. Deze auto is (nog) niet in productie.

Tevens wordt op McDonoughs website een concreet stappenplan voor het maken van betere producten beschreven. Via de C2C-community kunnen ontwerpers elkaar helpen deze Cradle to Cradle-ontwerpmethode in de praktijk te brengen. Voor materialen die aan het paradigma van cradle to cradle voldoen, is het C2C-keurmerk in het leven geroepen.

## Kritische ontvangst
De meeste besprekingen van Cradle to Cradle vinden het boek erg interessant en inspirerend. Het maakt mensen bewuster van de gevolgen van hun consumptiegedrag. Toch komen er ook de volgende negatieve kritiekpunten naar voren:
- Cradle to Cradle is voor een groot deel oude wijn in nieuwe zakken: het is een uitwerking van het ‘oude’ ideaal van de stationaire economie (steady state economy), geïntroduceerd door Herman Daly.
- Het boek richt zich specifiek op ontwerpers, voor 'gewone' lezers geeft het geen concrete aanwijzingen.
- De voorbeelden in het boek gaan uitsluitend over praktijken die de schrijvers erg verafschuwen.
- De 'Cradle to Cradle'-wereld ligt wel erg ver weg van de huidige werkelijkheid.
- Het concept suggereert dat er ongeremde economische groei en bevolkingsgroei mogelijk is, als dat maar op de juiste manier gebeurt. Het is maar de vraag of dat echt wel kan.
- Het boek heeft een anti-overheidfilosofie. Het is echter niet waarschijnlijk dat het 'Cradle-to-Cradle'-ontwerpen gemeengoed wordt zonder een sterke overheid. Er zijn in het huidige economische systeem maar weinig prikkels die C2C-ontwerpen aantrekkelijk maken, omdat recycling meestal te duur is.
- De gevolgen van C2C-systemen voor transport (demontage en hergebruik van producten leiden tot meer vervoer) en energiegebruik (recycling kost veel energie) blijven onderbelicht.

## Navolging
Het VPRO-programma Tegenlicht zond op 2 oktober 2006 een documentaire uit waarin voorbeelden van C2C-projecten en de ideologie uiteen worden gezet. In augustus 2007 werd deze ook getoond op Canvas.
Op 26 november 2007 zond Tegenlicht een vervolg uit van deze documentaire, met vooral aandacht voor de invloed die de documentaire van oktober 2006 in Nederland heeft gehad. In de documentaire komen enkele Limburgse C2C-initiatieven aan bod zoals: De Floriade 2012, Greenport Venlo. De Tegenlichtdocumentaire heeft samen met een aantal andere initiatieven een storm van activiteiten rond Cradle to Cradle veroorzaakt in Nederland.
Op 11 oktober 2008 ontving de documentaire de le Prix de la Terre van het wetenschappelijk filmfestival Pariscience in Parijs.

## Voorlopers
Een aantal concepten en personen hebben principes die ook voorkomen in het Cradle to Cradle concept, al eerder gepubliceerd.
Walter R. Stahel is een alumnus van de Eidgenössische Technische Hochschule (ETH) in Zürich, waar hij zijn architectendiploma kreeg in 1971. Hij is een van de oprichters van het Product-Life Instituut (sinds 1983). Hij zette zich af tegen het cradle to grave beginsel omdat dit nog steeds op end-of-pipe berustte. Stahel stond erop dat een echt duurzame oplossing gevonden moest worden om duurzame goederen in een kringloop van cradle back to cradle te laten bestaan.
Prof. dr. ir. Taeke M. de Jong publiceerde in 1996 Milieuwinst en -verlies (herziene versie in 2002) met daarin zijn positieve, in plaats van negatieve, benadering van de milieuproblemen. Net als in het Cradle to cradle-concept stelt de Jong dat door te bouwen, er juist milieuwinst kan ontstaan en dat er vanuit deze kansen moet worden ontworpen.
Er zijn een aantal duurzaamheidsconcepten als industriële ecologie, integraal ketenbeheer (de milieutechnische stofkringloop analyse en niet het businessmodel Supply chain management) die (deels) dezelfde principes als het C2C-concept hebben.